# عمارت ملا لطف‌الله شیخ‌الاسلام
این بنا حدود ۱۵۰ سال پیش مقارن سلطنت ناصر الدین شاه قاجار، توسط یکی از علمای اهل سنت به نام «ملا لطف الله شیخ الاسلام » قاضی القضات منطقه کردستان، در سه بخش ساخته شد.اکنون از این عمارت، تالار تشریفات، زیر زمین یا حوضخانه و فضاهای جنبی آن و بخش اندرونی باقی‌مانده است. 
بخش اندرونی شامل ساختمان شمالی دو طبقه و ساختمان غربی با دو فضای وسیع شرقی – غربی و سردرها است . از ویژگی‌های عمده این بخش، وجود اتاق پنج دری با گچ بری، آینه کاری و نقاشی‌های دیواری زیباست که به عنوان اتاق شانه‌نشین اندرونی معروف بود . بخش اندرونی بعدها به تملک خانواده «حبیبی » در آمد و اکنون به عنوان ساختمان اداری میراث فرهنگی استان مورد استفاده است . اروسی هفت لنگه زیبا و تزیینات گچ بری و آینه کاری در اتاق دو دری که به نارنجستان نیز معروف بود از عمده ویژگی‌های شاخص بخش بیرونی بناست . این بنا بعدها به تملک «عبدالحمید خان سنندجی » (سالار سعید ) در آمد و اکنون موزه سنندج است .
ساختمان موزه سنندج در اصل بخش بیرونی عمارت ملالطف الله شیخ الاسلام است.